# La costumbre del "trozo de tocino"

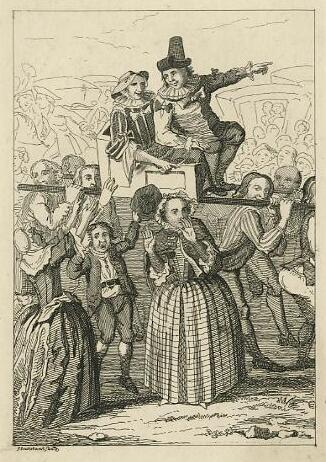
Thomas y Ann Shakeshaft, galardonados con el trzo de tocino de Dunmow en 1751, siendo llevados en procesión por la ciudad. Grabado de George Cruikshank.

La entrega de un trozo de tocino (en inglés: Flitch of Bacon)  a las parejas casadas que juran no haberse arrepentido de su matrimonio durante un año y un día es una antigua tradición cuyos vestigios aún perduran en Great Dunmow, Essex.
La tradición de Dunmow (Dunmow Flitch) se originó en la cercana Little Dunmow, donde se practicó hasta mediados del siglo XVIII. Se desconoce el origen de la costumbre, pero según la tradición fue instituida por Robert Fitzwalter en el siglo XIII. El trozo de tocino de Dunmow se menciona en Piers Plowman y en Chaucer, y parece que ya era muy conocida en aquella época. Una tradición similar practicada en Wychnor, en Staffordshire, se remonta al siglo XIV; también se conocen costumbres similares en Europa continental, en Bretaña y Viena.
La tradición de Dunmow desapareció después de 1751. Durante el siglo siguiente, varias parejas intentaron reclamar el trozo de tocino, pero fueron rechazadas, hasta que la tradición se revivió en 1855, en gran parte inspirada por la novela The Flitch of Bacon, de William Harrison Ainsworth. La tradición revivida continúa en Great Dunmow. Cada año bisiesto se celebra un juicio simulado público para los aspirantes al trozo de tocino; se nombran abogados para los aspirantes y para el trozo de tocino, y estos defienden sus argumentos ante un jurado compuesto por seis doncellas y seis solteros.

## Dunmow

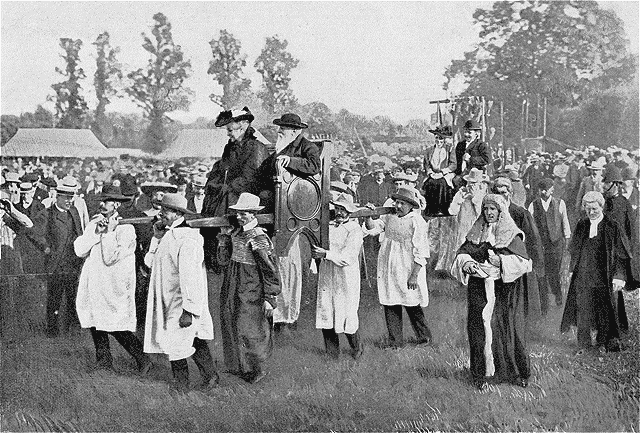
Las fiestas del trozo de tocino de Dunmow en 1905.

El ejemplo más conocido de la entrega de una loncha de tocino a las parejas casadas tuvo lugar en el priorato de Little Dunmow, en Essex. Se desconoce el origen de esta costumbre. Según la tradición, fue Robert Fitzwalter quien la instauró en el siglo XIII, como condición para ceder sus tierras al priorato. En una versión de esta historia creada por el escritor victoriano William Harrison Ainsworth, Fitzwalter y su esposa se disfrazaron de campesinos y suplicaron al prior de Dunmow que les diera su bendición tras un año de matrimonio; el prior les entregó un trozo de tocino y Fitzwalter, a cambio, cedió tierras al priorato con la condición de que este entregara un trozo de tocino a cualquier pareja posterior que jurara no haberse arrepentido de su matrimonio durante un año.  Los orígenes de la costumbre pueden ser mucho más antiguos: Francis Steer sugiere que pudo haber sido utilizada por la iglesia sajona para fomentar el matrimonio.
El trozo de tocino de Dunmow era aparentemente muy conocido a finales del siglo XIV, cuando William Langland lo mencionó en Piers Plowman y Geoffrey Chaucer en «El cuento de la esposa de Bath». El registro más antiguo que se conserva sobre la concesión del tocino, procedente del cartulario del priorato de Dunmow, data de 1445, algún tiempo después de que Langland y Chaucer mencionaran la costumbre. Se registran otras dos ocasiones en las que se concedió el tocino antes de la disolución de los monasterios, tras lo cual la tradición cayó en desuso.
Tras la Reforma, las autoridades seculares continuaron con la tradición del trozo de tocino. Se concedió en dos ocasiones en el siglo XVIII; tras la segunda de ellas, en 1751, la costumbre volvió a caer en desuso. Las parejas intentaron reclamar el trozo de tocino en varias ocasiones, pero el señor feudal se negó a concedérselo. En 1772, las puertas del priorato de Dunmow fueron cerradas con clavos para impedir que John y Susan Gilder lo reclamaran, y en 1832 Joshua Vines y su esposa tampoco pudieron reclamar el tocino.  En la primera mitad del siglo XIX, se concedieron varios trozos de tocino de forma privada: en 1830 se entregó un trozo de tocino de plata al duque de St. Albans y, en 1837, el alcalde de Saffron Walden concedió un trozo en la cena agrícola anual.  En 1841 se rumoreó que a la reina Victoria le ofrecieron un tocino en el aniversario de su matrimonio con el príncipe Alberto. En 1851, a un granjero de la cercana Felsted se le negó el trozo de tocino, pero en esta ocasión hubo suficiente apoyo popular para revivir la costumbre de que se concediera un trozo de tocino de forma privada en el cercano pueblo de Little Easton.
La ceremonia de 1751 fue pintada por David Ogborne, y se publicaron grabados de la representación de Ogborne en al menos tres ocasiones. Uno de estos grabados fue citado por William Harrison Ainsworth como fuente para su novela de 1854, The Flitch of Bacon. La novela de Ainsworth tuvo tanto éxito que revivió la costumbre, que ha continuado de una forma u otra hasta nuestros días y ahora se celebra cada año bisiesto.

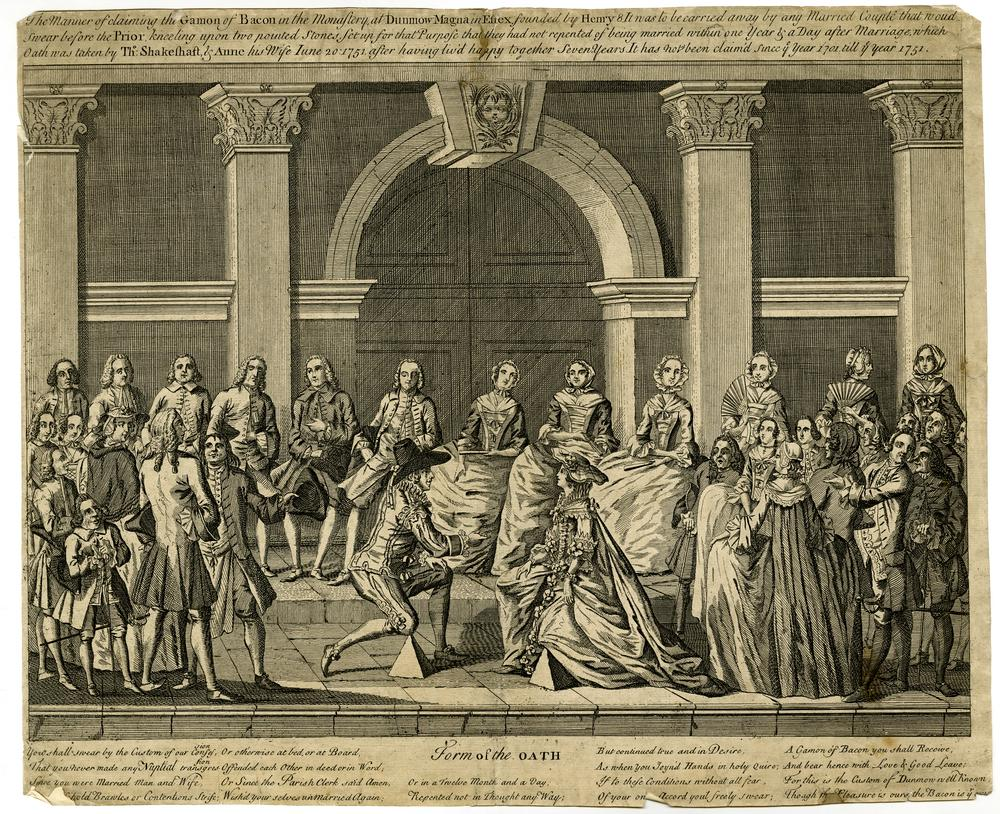
Thomas y Anne Shakeshaft prestan juramento sobre la tabla de madera.

No hay constancia de que hubiera un jurado que juzgara a los aspirantes a los tres premios del trozo de tocino antes de la disolución de los monasterios; según Steer, «hay que suponer que la seriedad del juramento era suficiente para evitar el perjurio».  En 1701, un jurado compuesto por cinco mujeres evaluó a los aspirantes, mientras que en 1751 hubo un jurado compuesto por seis hombres y seis mujeres. Los registros relativos a la ceremonia de 1751 recogen el juramento:
Jurarás según la costumbre de nuestra confesión que nunca cometiste ninguna transgresión nupcial. Desde que te casaste con tu esposa, por disputas domésticas o contiendas polémicas o de cualquier otra forma en la cama o en la mesa, os ofendisteis mutuamente con hechos o palabras. O desde que el secretario de la parroquia dijo Amén, deseasteis volver a estar solteros o en doce meses y un día no se arrepintieron de ninguna manera en sus pensamientos, sino que continuaron fieles y con el mismo deseo que cuando se unieron en santo matrimonio. Si aceptan estas condiciones sin ningún temor, por su propia voluntad y libremente, recibirán untrozo de tocino, y se lo llevarán con amor y permiso, pues esta es nuestra costumbre bien conocida en Dunmow. Aunque el entretenimiento es nuestro, el tocino es suyo.

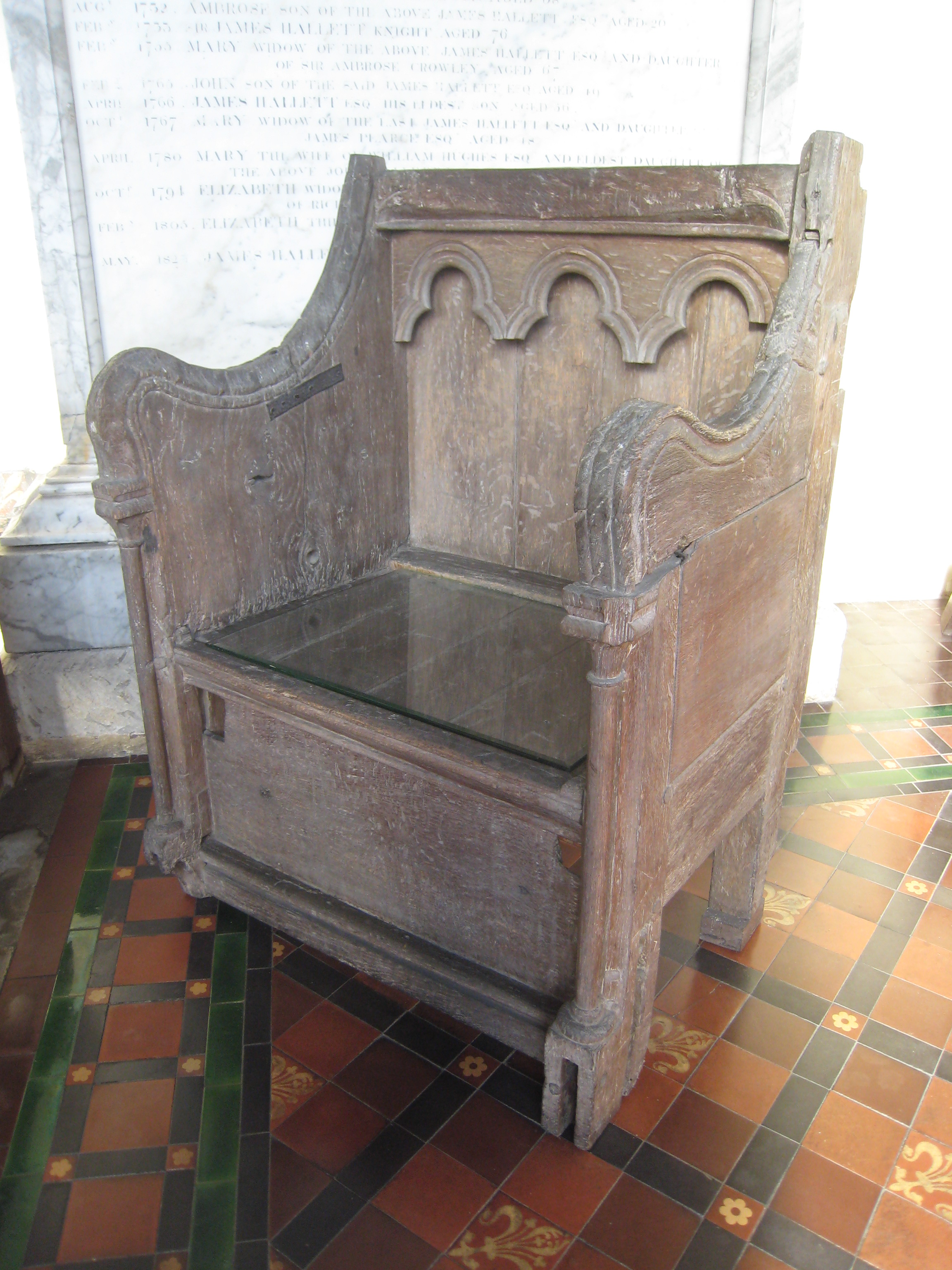
La antigua silla Flitch, ahora conservada en la iglesia de Santa María en Little Dunmow.

No se sabe con certeza si el juramento lo prestaba originalmente solo el marido o ambos cónyuges. La referencia a la costumbre en El cuento de la esposa de Bath sugiere que solo lo prestaba el marido, mientras que en Piers Plowman parece que se esperaba que lo prestaran ambos cónyuges. Tampoco se conoce la forma original del juramento. Charles Kightly observa que el juramento que ha sobrevivido tiene un «tono sospechosamente propio del siglo XVIII», y Francis Peabody Magoun comenta que es «sin duda varios siglos más reciente que el que prestaron los amigos de la esposa de Bath». Steer remonta el juramento hasta 1662, cuando aparece citado en Worthies of England, de Thomas Fuller.
En la época de los premios del siglo XVIII, la pareja prestaba juramento arrodillada sobre piedras puntiagudas, tras lo cual era llevada en una silla de madera por todo el pueblo. La silla que se utilizaba para este fin, fabricada con sillería de coro medieval, se conserva en la iglesia de Little Dunmow.
Se conocen seis personas que recibieron el trozo de tocino en el periodo anterior a su recuperación:
- Richard Wright, un pequeño terrateniente de Bawburgh, Norfolk, 1445[5]
- Stephen Samuel, un labrador de Little Easton, 1467[24]
- Thomas le Fuller, de Coggeshall, Essex, 1510[24]
- John Reynolds, un caballero, y su esposa Ann, de Hatfield Broad Oak, 27 de junio de 1701[25]
- William Parsley, carnicero, y su esposa Jane, de Great Easton, 27 de junio de 1701[25]
- Thomas Shakeshaft, tejedor, y su esposa Ann, de Wethersfield, 20 de junio de 1751[26]

### Renacimiento

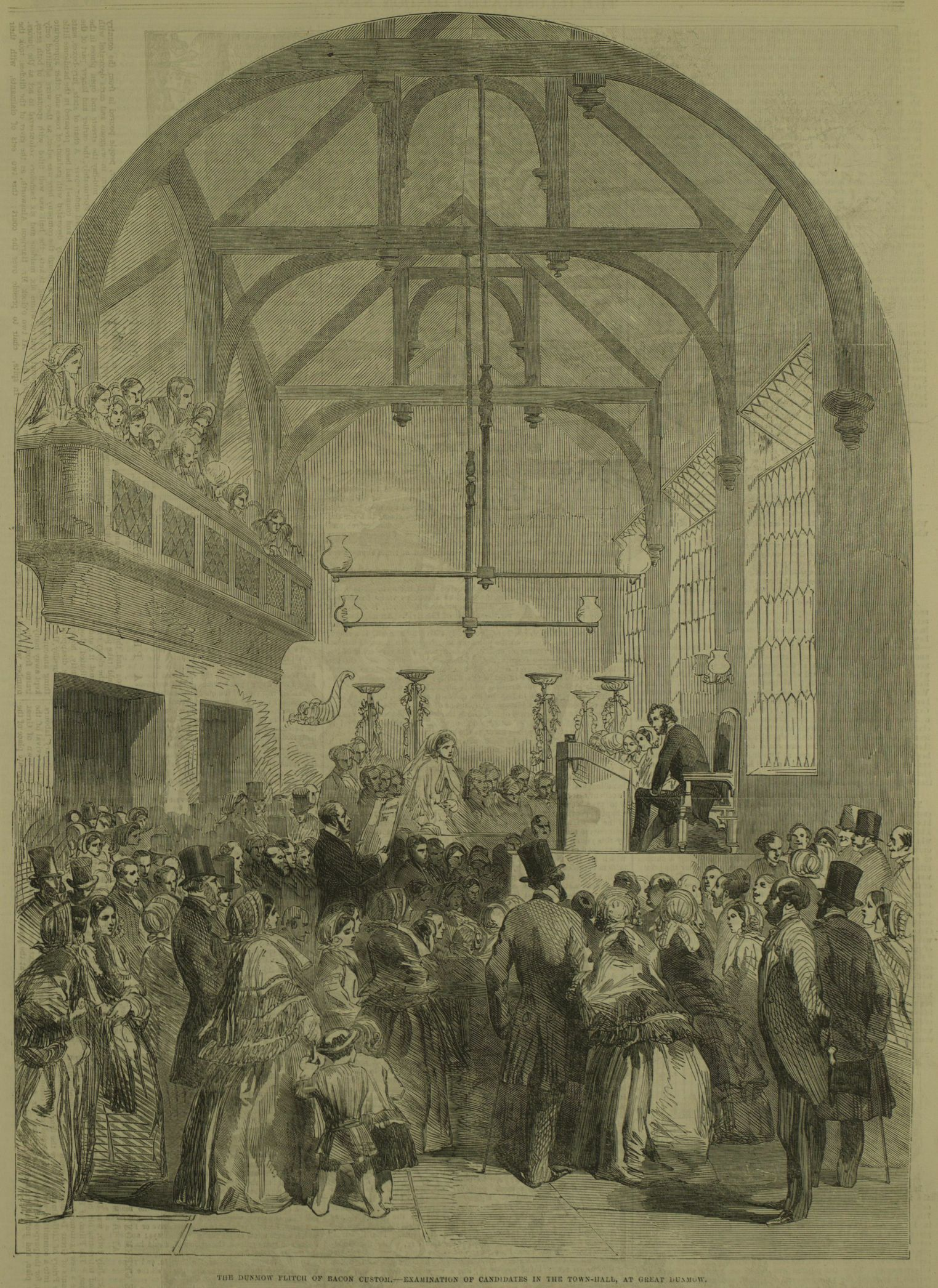
El primer juicio de Flitch, en 1855, según el Illustrated London News.

En 1855, un año después de la publicación de la novela de Ainsworth The Flitch of Bacon, la costumbre del trozo de tocino se revivió en la cercana localidad de Great Dunmow. Ainsworth presidió la ceremonia y entregó uno de los dos trozos de tocino premiados. La revivificación convirtió lo que originalmente era una reclamación privada en un espectáculo público.  En su versión moderna, la entrega del trozo de tocino consiste en un juicio simulado, en el que los representantes de los demandantes y «del tocino» exponen sus argumentos ante el público y el jurado.
Las pruebas modernas de trozo de tocino siguen celebrándose en Great Dunmow cada año bisiesto.  El día de las pruebas de tocino comienza con una procesión por la ciudad hasta la carpa en la que se celebran las pruebas; a continuación, el jurado presta juramento y comienzan las pruebas. Los solicitantes modernos que superan las pruebas son llevados en una silla, por portadores vestidos con trajes tradicionales, desde el lugar de la prueba hasta el antiguo ayuntamiento; allí prestan juramento y se les entrega el trozo de tocino.  Las piedras puntiagudas sobre las que tradicionalmente se suponía que las parejas se arrodillaban para prestar el juramento del tocino fueron retiradas del cementerio de la iglesia en el siglo XVIII; se ha fabricado una nueva piedra para la ceremonia moderna. A los solicitantes modernos que no tienen éxito se les entrega un jamón.
Desde el resurgimiento de la costumbre de Dunmow, se han celebrado juicios del trozo de tocino en otros lugares de Gran Bretaña, como Ilford, Tunbridge Wells y Oulton Broad. En 1905 también se celebró una ceremonia en Nueva York.

## Wychnor

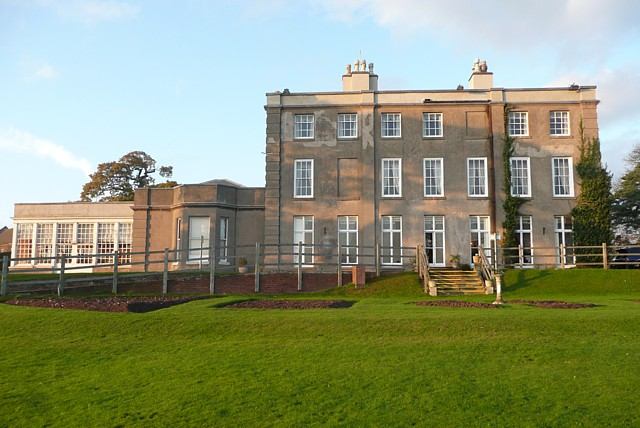
Wychnor Hall, en Staffordshire

Una costumbre similar se registra en Wychnor, cerca de Lichfield, Staffordshire. Allí, además de otorgar el trozo de tocino a las parejas un año y un día después de su matrimonio, también se concedía a los clérigos un año y un día después de su jubilación. Se dice que la costumbre de Wychnor era una condición de la escritura que concedía la mansión de Wychnor a Sir Philip de Somerville, alrededor de 1336. La pareja que reclamaba el tocino prestaba un juramento que recuerda a los votos matrimoniales tradicionales ingleses:
Escucha, Sir Philip de Somervile, señor de Whichenoure, mantenedor y donante de este Baconne, que yo, [marido], desde que me casé con [esposa], mi esposa, y desde que la tuve bajo mi cuidado y a mi voluntad durante un año y un día después de nuestro matrimonio, no la habría cambiado por ninguna otra, ni más lejana ni más cercana; ni más rica ni más poderosa; ni por ninguna otra descendiente de mayor linaje; durmiendo o despierto en ningún momento; y si dicha [esposa] fuera soltera y yo soltero, la tomaría por esposa ante todas las mujeres del mundo, sean cuales sean sus condiciones, buenas o malas, con la ayuda de Dios, de sus santos, de esta carne y de todas las carnes.
Hay una talla de madera de un trozo de tocino y el juramento sobre la chimenea en Wychnor Hall. Las parejas exitosas eran escoltadas con «trompetas, taburetes y otros instrumentos musicales». Si el solicitante era un siervo, también se le daba maíz y queso.

La costumbre del trozo de tocino de Wychnor fue satirizada en un artículo publicado en The Spectator en 1714. El autor afirma que solo dos parejas lograron reclamar el trozo de tocino en un siglo:
El primero era un capitán de barco y su esposa, que desde el día de su boda no se habían visto hasta el día de la reclamación. El segundo era una pareja honesta del vecindario. El marido era un hombre sensato y de carácter pacífico. La mujer era muda.
Según Thomas Pennant, que visitó Wychnor Hall en 1780, en realidad nunca se había reclamado la parcela.

## Otras tradiciones

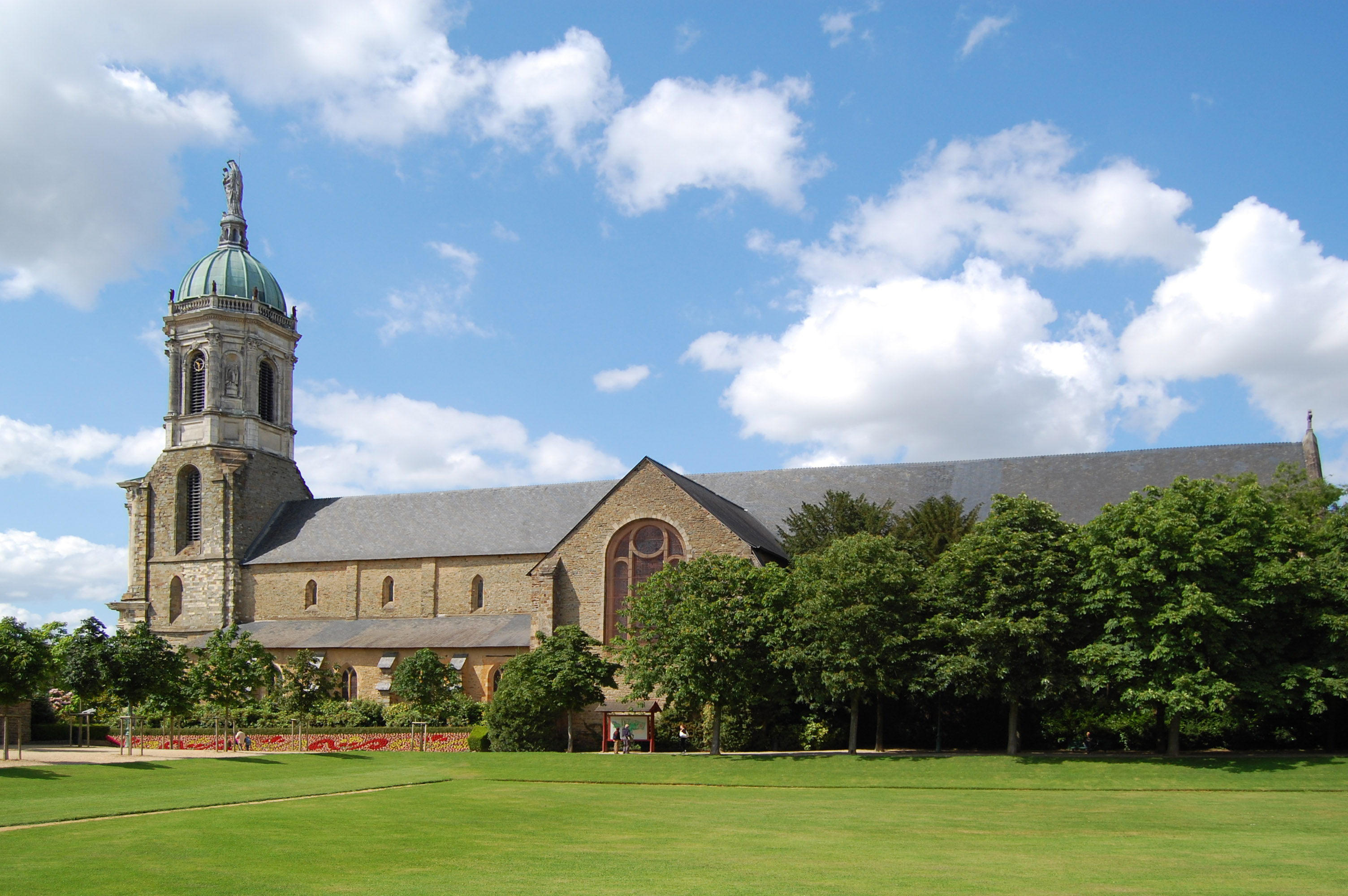
Iglesia de Saint Melaine, Rennes, donde existía la costumbre medieval de regalar un trozo de tocino.

Es posible que la costumbre de regalar un trozo de tocino estuviera muy extendida en su momento. La supervivencia independiente de esta costumbre en Dunmow y Wychnor sugiere que en su día se practicaba de forma más generalizada.  En Bretaña, Noël du Fail mencionó en 1585 la tradición del trozo de tocino en la abadía de St Melaine, en Rennes. Se dice que allí el tocino permaneció colgado durante seis siglos sin que nadie lo reclamara. Una mención anterior de una tradición francesa, realizada por Jacques de Vitry en el siglo XIII, habla de «cierta ciudad de Francia» en la que un hombre que no se hubiera arrepentido de su matrimonio en un año podía reclamar un jamón o un trozo de tocino.  La tradición también se atestigua en Viena, donde colgaba un trozo de tocino en la Puerta de la Torre Roja.

## En las artes y la cultura

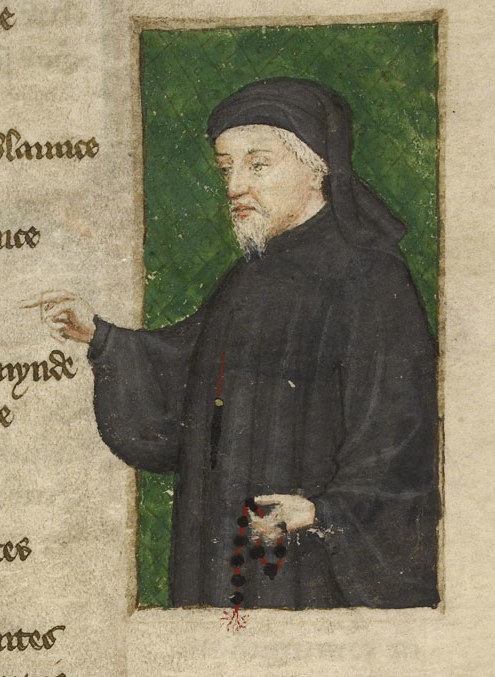
Geoffrey Chaucer. El cuento de la esposa de Bath, de Chaucer, contiene una de las primeras referencias conocidas al trozo de tocino de Dunmow.

La costumbre del trozo de tocino de Dunmow ha aparecido con frecuencia en la literatura y el arte. A menudo se utilizaba como fuente de humor: era habitual que una pareja ganara el tocino y luego se le retirara porque provocaba una discusión.
Las primeras referencias literarias a la costumbre del trozo de tocino de Dunmow provienen de Piers Plowman, de William Langland, y del Cuento de la esposa de Bath, de Chaucer. Posteriormente aparece en el poema del siglo XV Instructions to His Son, de Peter Idley, donde el narrador habla del trozo de tocino de Dunmow como estímulo para la fidelidad conyugal, y Ben Jonson alude a la costumbre en la feria de San Bartolomé.
La «ópera balada» de Henry Bate Dudley, The Flitch of Bacon, se estrenó en 1778 y siguió representándose ampliamente hasta bien entrado el siglo XIX. En el siglo XIX, la novela de William Harrison Ainsworth The Flitch of Bacon se ambientaba en una posada ficticia llamada «The Dunmow Flitch» y trataba sobre los intentos del posadero por ganar el trozo de tocino. La novela fue muy popular y se adaptó a ópera a principios del siglo XX.
La película de 1952 Made in Heaven, protagonizada por David Tomlinson y Petula Clark, trata sobre una pareja casada que intenta ganar el trozo de tocino de Dunmow. Un programa de juegos inspirado en las pruebas del trozo de tocino de Dunmow, Seven Year Flitch, presentaba a parejas que competían para demostrar lo fuerte que era su relación. El trozo de tocino de Dunmow es también una de las costumbres inglesas parodiadas por Terry Pratchett en A Tourist Guide to Lancre. En el libro de Pratchett, el personaje Nanny Ogg afirma que si un hombre puede jurar ante un jurado que nunca se ha arrepentido de haberse casado en siete años, «se le golpea hasta dejarlo casi inconsciente con el trozo de tocino por mentir, pero se le reanima con bebida fuerte y el resto del día es una feria».